# Gladiador fiscal
Gladiador fiscal (el terme s'usava generalment en plural: gladiadors fiscals) era el nom que es donava a l'antiga Roma a tots els gladiadors de qualsevol mena que eren entrenats i mantinguts amb càrrec al fiscus (erari).